# Discina
Discina är ett släkte av svampar. Discina ingår i familjen Discinaceae, ordningen skålsvampar, klassen Pezizomycetes, divisionen sporsäcksvampar,  och riket svampar.

## Arter
Tillhörande arter enligt Species Fungorum:
- Discina accumbens
- Discina ancilis
- Discina australica
- Discina brunnea
- Discina caroliniana
- Discina corticalis
- Discina disticha
- Discina epixyla
- Discina fastigiata
- Discina ferruginascens
- Discina geogenius
- Discina lenta
- Discina martinii
- Discina megalospora
- Discina melaleuca
- Discina montana
- Discina pallida
- Discina pallidorosea
- Discina radiosensilis
- Discina roblinensis
- Discina urnula